# Tillandsia marcalaensis
Tillandsia marcalaensis är en gräsväxtart som beskrevs av Werner Rauh och Elvira Angela Gross. Tillandsia marcalaensis ingår i släktet Tillandsia och familjen Bromeliaceae. Inga underarter finns listade i Catalogue of Life.